# 화산이류

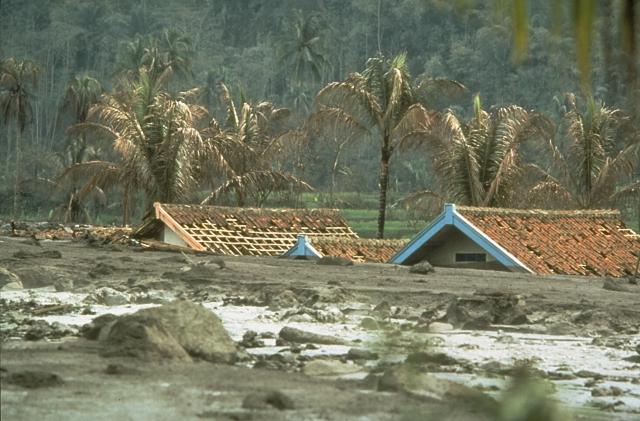
화산이류

화산이류(영어: Volcanic Mudflow)는 화산 분출로 쌓인 화산 물질이 비 등의 영향으로 점성이 약해져 이류 되는 것을 말함과 동시에 화산쇄설물이 물과 섞여 빠르게 흘러내리는 것이다. 화산이류는 대규모 인명피해와 재산피해를 수반하는 재해를 일으키기도 한다. 화산이류가 피해를 준 예는 1991년 피나투보 화산이 폭발했을 때인데, 이때 모든 전력 공급과 물 공급 등이 화산이류 때문에 중단되고, 다리와 길이 무너지고, 농장이 화산이류의 피해를 입었다. 라하르(Lahar)라고도 부른다.

## 같이 보기
- 폴더 (간척지)
- 간척